# 斎藤O子
斎藤 O子（さいとう おーこ、1956年 - ）は、白夜書房の元漫画編集者。美少女まんが誌『漫画ブリッコ』『漫画ホットミルク』元編集長。
本名および編集人名義は斎藤 礼子（さいとう れいこ）。愛称の由来は血液型がO型であることなどから。「0子」（れいこ）は誤記・誤植。

## 来歴
1956年生まれ。北国の豪農出身。1980年にセルフ出版（後の白夜書房）に入社。入社してまもなく三流劇画誌やグラビア誌の編集に携わる。
美少女まんが誌『漫画ブリッコ』には1982年の創刊当初から編集助手として参加。また『漫画ブリッコ』『漫画ホットミルク』の読者投稿コーナーなどでは「斎藤O子」としてそのユニークなキャラクター（おかっぱ頭に丸眼鏡で男勝り）を露出することも多く、面倒見の良さから作家や読者に慕われ、掲載作品にも本人役で度々登場するなど同誌の番頭的存在であった。後藤寿庵は「普通漫画描きは担当の悪口言うものですが、O子さんについてはほとんどそういう話を聞かないですね。別に作家を甘やかす編集ではなく、厳しいところもありましたが、みんなあの人は好きでした」と後に語っている。
1985年7月23日に大塚英志が『漫画ブリッコ』の編集長を独断で降板したため、なし崩し的に3代目編集長に就任する。その後、同誌終刊までほぼ一人で残務処理に奔走したが、大塚は当時フリー編集者（徳間書店と白夜書房の契約社員）だったため、白夜書房に常駐しておらず、『ブリッコ』担当歴は大塚より斎藤の方が長い。また、大塚は自身が担当していたかがみあきらの急逝後、白夜書房との関係悪化や編集業の多忙などを理由に、同誌の編集を半ば放棄するようになっていた。そのため、同誌に執筆していた中森愛は「O子さんはブリッコ後半、事実上の現場責任編集長」と語っている。
1986年2月より『漫画ブリッコ』の後継誌『漫画ホットミルク』創刊編集長に就任。ブリッコ時代のニューウェーブ色は次第に薄まり、実用的なエロ漫画中心の内容へシフトしていく。また、読者投稿コーナー担当も継続し、後藤寿庵、天竺浪人、りえちゃん14歳、町野変丸など、読者投稿葉書から拾い上げる形でプロデビューへ導いた漫画家も多い。
雑誌の新陳代謝を図るため、1994年9月号で編集長引退を告知し、多くの読者から引退を惜しむ声が寄せられた。引退号となった同年11月号「斎藤編集長引退特集号」では、斎藤の退任を労う感謝の葉書で読者投稿欄が埋め尽くされ、美少女コミック研究家の稀見理都は「一編集長の退任をここまで大きく特集した美少女コミック誌は後にも先にも『漫画ホットミルク』だけだと思います。それほど斎藤氏が多くの読者、作家に愛されていた編集長だった証だったのではないでしょうか」と述べている。後継の2代目編集長は『漫画ホットミルク』から派生した『漫画ばんがいち』編集長の野沢智哉が兼務した。
結婚後は編集者を引退したが、『ブリッコ』『ホットミルク』系列の漫画雑誌が廃刊した後も「愛宴」「裏愛宴」「旅愛宴」なる集会を不定期に全国各地で催して読者との交流を続けている。また2016年には還暦を迎えたことが「旅愛宴」での告知で明らかになった。

## インタビュー
- おおこしたかのぶ『美少女マンガ創世記 ぼくたちの80年代』徳間書店 2014年
- キルタイムコミュニケーション『二次元ドリームマガジン』2016年6月号（Vol.88）
  - 稀見理都「美少女コミック雑誌のゲンバ」第15回「漫画ホットミルク」